# Buddy Cage
Buddy Cage (Toronto, 18 de fevereiro de 1946 – 5 de fevereiro de 2020) foi um guitarrista americano, mais conhecido como membro de longa data dos New Riders of the Purple Sage.
Popular tanto como intérprete quanto como músico de sessão, ele tocou com muitas bandas e artistas de gravação, incluindo Anne Murray, Bob Dylan, Brewer & Shipley, David Bromberg e os Zen Tricksters.

## Carreira musical
Foi na turnê do Festival Express que os New Riders of the Purple Sage se familiarizaram com Cage. The New Riders foi uma banda de country rock com influência psicodélica que foi fundada por Jerry Garcia do Grateful Dead, com John Dawson e David Nelson. Os New Riders e os Dead fariam shows juntos, com Garcia tocando pedal steel para os New Riders, depois tocando guitarra elétrica e cantando com os Dead.
Após o Festival Express Tour, Cage deixou o Great Speckled Bird e se juntou ao grupo Hog Heaven, que por anos apoiou o cantor Tommy James como os Shondells. (Ele co-escreveu uma música do álbum do grupo para a Roulette Records). Perto do final de 1971, Jerry Garcia deixou os New Riders, permitindo-lhes liderar suas próprias turnês. Cage foi convidado a se juntar à banda como substituto de Garcia.
Cage foi guitarrista de pedal steel dos New Riders de 1971 a 1982, exceto por um período de cerca de um ano no final dos anos 1970. Os New Riders eram bastante populares. Eles excursionaram extensivamente e lançaram vários álbuns. Durante este mesmo período, Cage continuou trabalhando como músico de estúdio, gravando com vários artistas musicais, incluindo David Bromberg e Robert Hunter. Em 1974, Bob Dylan pediu-lhe para tocar nas sessões de gravação do álbum Blood on the Tracks.
Nos anos após a saída de Cage dos New Riders, ele continuou trabalhando com muitas bandas e músicos diferentes, incluindo Solar Circus, Stir Fried The Brooklyn Cowboys, Zen Tricksters, Mike Gordon, Midnight Rain e Bone Alley.
Em 2005, Cage participou do festival de três datas “Steelin' and Slidin' Festival” na Holanda com Derek Trucks, Sonny Landreth, Dan Tyack, Johan Jansen e Rene van Barneveld.
Buddy Cage morreu de mieloma múltiplo aos 73 anos em 5 de fevereiro de 2020.

## Discografia
- Hard Times – Mickey McGivern & the Mustangs (1967)
- This Way Is My Way — Anne Murray (1969)
- Honey, Wheat and Laughter — Anne Murray (1970)
- Great Speckled Bird — Great Speckled Bird (1970)
- Straight, Clean and Simple — Anne Murray (1971)
- Talk It Over in the Morning — Anne Murray (1971)
- Rural Space — Brewer &amp; Shipley (1972)
- Powerglide — New Riders of the Purple Sage (1972)
- Gypsy Cowboy — New Riders of the Purple Sage (1972)
- The Adventures of Panama Red — New Riders of the Purple Sage (1973)
- Home, Home on the Road — New Riders of the Purple Sage (1974)
- Brujo — New Riders of the Purple Sage (1974)
- Tales of the Great Rum Runners — Robert Hunter (1974)
- Blood on the Tracks — Bob Dylan (1975)
- Midnight on the Water — David Bromberg (1975)
- Oh, What a Mighty Time — New Riders of the Purple Sage (1975)
- New Riders — New Riders of the Purple Sage (1976)
- Who Are Those Guys? — New Riders of the Purple Sage (1977)
- Marin County Line — New Riders of the Purple Sage (1978)
- Too Close for Comfort — Terry & the Pirates (1979)
- Feelin' All Right — New Riders of the Purple Sage (1981)
- Heart on a Sleeve — Tom Russell (1984)
- Empty Bottles — The Chili Brothers (1988)
- Step Right Up — Solar Circus (1992)
- Twilight Dance — Solar Circus (1992)
- A Historical Retrospective — Solar Circus (1993)
- Live on Stage — New Riders of the Purple Sage (1993)
- Prova De Amor — Jorge Ferreira (1995)
- Rock 'n' Roll Heaven — Frank Novato (1995)
- Slip into Somewhere – Slipknot (1997)
- Predicting the Weather  – Midnight Rain (1998)
- Stir Fried — Stir Fried (1999)
- Electrafried — Stir Fried (1999)
- Terrapin — Joe Gallant and Illuminati (1999)
- Doin' Time on Planet Earth — Brooklyn Cowboys (1999)
- Last of the Blue Diamond Miners — Stir Fried (2000)
- Dodging Bullets — Brooklyn Cowboys (2002)
- Jamazon — Reverend Tor (2002)
- The Other Man in Black: The Ballad of Dale Earnhardt — Brooklyn Cowboys (2002)
- Try Again — Mike Ireland & Holler (2002)
- Worcester, MA, 4/4/73 — New Riders of the Purple Sage (2003)
- Boston Music Hall, 12/5/72 — New Riders of the Purple Sage (2003)
- Shaking Off the Weirdness — Zen Tricksters (2003)
- Redemption — The Last Hombres (2003)
- Inside In — Mike Gordon (2003)
- Veneta, Oregon, 8/27/72 — New Riders of the Purple Sage (2004)
- Armadillo World Headquarters, Austin, TX, 6/13/75 — New Riders of the Purple Sage (2005)
- Brand New Stranger — JJ Baron (2006)
- Everything Is One — Pete Francis (2006)
- Grace's Bell — Ben Rudnick (2007)
- Gift: A Tribute to Ian Tyson — various artists (2007)
- Iris Nova — Mudville (2007)
- Patience on Friday — Ryan Montbleau (2007)
- S.U.N.Y., Stonybrook, NY, 3/17/73 — New Riders of the Purple Sage (2007)
- Wanted: Live at Turkey Trot — New Riders of the Purple Sage (2007)
- Once More Into the Bliss — Boris Garcia (2008)
- We Are All One — Michael Falzarano (2008)
- Songs for the Soldier — Lance Larson (2008)
- Winterland, San Francisco, CA, 12/31/77 — New Riders of the Purple Sage (2009)
- Where I Come From — New Riders of the Purple Sage (2009)
- Stroller — The Crybabies (2010)[16]
- My North Country Home — George Hamilton IV (2011)
- Our Blood — Richard Buckner (2011)
- 17 Pine Avenue — New Riders of the Purple Sage (2012)
- Family Business – Ronnie Penque (2019)
- Thanksgiving in New York City – New Riders of the Purple Sage (2019)